# Minooka, Illinois
Minooka là một làng thuộc quận Grundy, tiểu bang Illinois, Hoa Kỳ. Năm 2010, dân số của làng này là 10924 người.

## Dân số
Dân số qua các năm:
- Năm 2000: 3971 người.
- Năm 2010: 10924 người.